# 解除好友2：暗网
是2018年美国恐怖电影，为导演斯蒂芬·苏斯科的处女作。影片以計算機螢幕形式拍摄，由科林·伍德尔、麗貝卡·雷騰豪斯、贝蒂·加布里埃尔、安德魯·李斯、康纳·德·里奥、斯蒂芬妮·诺格拉斯及萨维拉·温迪亚尼主演。影片为2014年电影《解除好友》的续集，讲述一群好友发现一部能访问暗网的电脑，但发现他们正在被电脑的原主、一群实施电脑犯罪的黑客监视。
影片于2018年3月9日在西南偏南首映，2018年7月20日由环球影业旗下OTL发行公司与布伦屋制片公司旗下BH Tilt在美国剧院联袂发行。影片获得影评人褒贬不一的评价，全球票房为1600万美元，成功收回100万美元的制作成本。

## 剧情
网吧員工马蒂亚斯某天在店中的失物招领处捡了一台笔记本电脑回家，电脑的原主名叫诺拉·C·四世（Norah C. IV）。马蒂亚斯回家後，破解密碼登入筆電，並與有听觉障碍的女友阿玛雅（Amaya）在Facebook上通話，然而阿玛雅卻因為他做了一个手语转译应用程序而感到不滿，认为这个程序方便她理解男友的意思，但也让男友失去了学习手语的动机，马蒂亚斯正想解釋，電腦突然當機，恢復正常後阿玛雅已不再願意聽他說話。無奈之下他登陆Skype，与好友达蒙（Damon）、A·J、莱克茜（Lexx）、瑟琳娜（Serena）和纳里（Nari）视频通话，与此同时马蒂亚斯發現Facebook仍不斷傳來他人給诺拉的訊息，感到好奇的他便登入諾拉的帳號，與朋友們一同觀看，但双方聊得正酣時电脑再度當机，於是懂電腦程式的達蒙便建議他安裝掃描維修軟體，並因此掃描到筆電中一封裝有大量偷拍影片的隱藏資料夾。
此時一位名叫艾丽卡·邓恩（Erica Dunne）的網友發來訊息说自己就是诺拉四世，想把电脑要回来。马蒂亚斯决定把电脑还给网吧，他正准备關機出发时，一名神秘人卡戎68（Charon68）發來訊息說要向諾拉買東西，並付了1500比特幣（換算大約一千萬美元）要求他在一個叫河流(The river)的通訊軟體上詳談。朋友们注意到马蒂亚斯的行为，其中A·J一眼便看出马蒂亚斯进入暗网，而河流聊天室的成員是一群代號皆為卡戎的犯罪分子，诺拉·C·四世便是卡戎4號的反写。卡戎68向諾拉要求以头部穿孔术折磨黑長直髮女孩的影片，頓時讓看到訊息的所有人大吃一驚，这时马蒂亚斯开始瀏覽資料夾，發覺诺拉竟是拍攝虐殺影片的罪犯，而之前他所冒充的艾丽卡便是諾拉打算給卡戎68驗貨的對象，與此同時好友們也找到了艾丽卡失蹤的新聞。
马蒂亚斯收到阿玛雅的视频通话邀请，发现諾拉(卡戎4號)帶著干擾裝置頭套闯入了阿玛雅家中並勒死了她的室友，威脅马蒂亚斯要叫阿玛雅去找自己，卡戎4號會尾隨並接收電腦，否則要杀死她。纳里打电脑报警，马蒂亚斯怕惊动警察，会让卡戎4號对阿玛雅动手，连忙说这是自己开发中的另类实境游戏。朋友们放下心来，但纳里仍在怀疑。马蒂亚斯尽力说服阿玛雅过来他家，並且为了确保卡戎4號不乱来，将他账上的比特幣转到自己的账户。但卡戎4號見狀破口大骂，表示同夥們會以為自己想私吞金錢，但為時已晚，河流突然強制開啟，马蒂亚斯收到名叫“小圈子”（The Circle）的聊天室消息，十幾名卡戎帳號要求4號的身分暗號，卡戎4號無奈只能露出真面目並告訴他暗號，但“小圈子”仍非常懷疑，河流隨即自動關閉。
再度連上Skype之後，马蒂亚斯马上跟朋友解释了整件事情的來龍去脈，表示大家都面临着危险，然而莱克茜已經不見了。此時卡戎1號駭進聊天室说他们发现了马蒂亚斯的行为，数十个“卡戎”账号也緊接著湧入聊天室。其中一个账号发布了莱克茜被他們查到底細與扔出屋顶的影片，感到不安的纳里離開了家裡。另一个账号发布了A·J计划袭击超市的竄改影片，两人向911接线员报假警。警察來到A·J家叩門时，“小圈子”在A·J的电脑上触发了霰弹枪的上膛音效，警察误以为A·J有枪便開槍打死了他。之后，聊天室出现了纳里乘坐地铁、瑟琳娜的母亲依靠机器维持生命的画面，要求瑟琳娜选择拯救其中一人。瑟琳娜无法选择，“小圈子”于是将三个人全部杀死。
马蒂亚斯衝出家裡，騎著自行車去找阿玛雅，同时将电脑保持开机状态，以便达蒙复制电脑上的文件。但他不知道的是，另一位卡戎将艾丽卡带到他的壁橱中，並控制了电脑。达蒙告诉“小圈子”他会把全部内容录制下来交给警察。然而卡戎卻立即用軟體將影片闖入艾麗卡家中的同夥樣貌改成马蒂亚斯的臉，並承認他們一开始就计划让马蒂亚斯找到电脑，这样就可以将他们的罪行嫁祸给马蒂亚斯和他的朋友。片刻过后，卡戎用他的壁橱门吊死了达蒙。另一位卡戎写了一份假的忏悔书及自杀字条，暗示所有人都是犯罪後感到愧疚而自杀。马蒂亚斯打电话给阿玛雅，发现“小圈子”駭入了他的帳號，给阿玛雅指错路，他只能眼睁睁看着阿玛雅被卡戎袭击。马蒂亚斯十分崩溃，问他们为什么要做这些事情，“小圈子”發来短片，表示这是“游戏之夜”，不过是用来自娱自乐的游戏。隨後他們发起投票，决定马蒂亚斯的命运。这时艾丽卡在马蒂亚斯的公寓醒来，她用電腦乞求帮助時发现自己的头有一个洞，影片戛然而止。回到街上，投票結束時卡戎們开车撞死了马蒂亚斯。並在聚集在镜头前庆祝，另一位卡戎则看着他们的镜头。

### 另一版院线结局（活埋）
在另一版结局中，马蒂亚斯发短信给阿玛雅，要跟她在两人初次接吻的地方见面。马蒂亚斯来到约定地点，发现地面上有个大洞，里面是一口打开着的棺材。卡戎将马蒂亚斯用铁锹拍入棺材。阿玛雅抵达，打电话给马蒂亚斯，电话铃声将他叫醒。他发现自己被活埋，想发消息向阿玛雅求救，但“小圈子”改了所有消息。马蒂亚斯想视频通话，“小圈子”就给他的嘴巴打上马赛克，这样阿玛雅无法读懂他的唇语。马蒂亚斯的命运没人知道。

### 另一版DVD结局（幸存）
在DVD版的两个结局，前一个是马蒂亚斯发短信给阿玛雅，要跟她在两人初次接吻的地方见面。阿玛雅来到约定地点，却有好多个卡戎在偷拍她。马蒂亚斯刚抵达，卡戎们突然现身，将两人绑起来，发起投票决定他们的命运。起初大多数成员投了反对票，但卡戎9号（Charon IX）发了题为“They_Earned_It.m4v”（他们赢来的）的信息，附上了马蒂亚斯之前用笔电和比特币谈条件换阿玛雅和艾丽卡的影片。此举赢得了“小圈子”的尊重，支持票超过反对票，他们决定放走两人，两人相拥而泣。不过，影片未透露两人获释后的事情。与此同时，艾丽卡从马蒂亚斯的公寓醒来，她走到计算机旁，大声喊叫，乞求帮助。

### 另一版DVD结局（自杀）
在DVD的第二个结局中，阿玛雅把仓库位置传送给马蒂亚斯。马蒂亚斯来到了卡戎们绑架阿玛雅的仓库。四下没有看到阿玛雅，所有的希望似乎都遗失了。马蒂亚斯在地板上找到一把左轮手枪，疑似在考虑自杀。一位卡戎发起投票，让大家猜马蒂亚斯会不会自杀。影片在马蒂亚斯作出决定前结束。

## 阵容
- 科林·伍德尔 饰 马蒂亚斯·奥布莱恩（Matias O'Brien）
- 贝蒂·加布里埃尔 饰 纳里·杰米森（Nari Jemisin）
- 麗貝卡·雷騰豪斯 饰 莎琳娜·兰格（Serena Lange）
- 安德魯·李斯 饰 达蒙·霍顿（Damon Horton）
- 康纳·德·里奥（Connor Del Rio）饰 阿利斯泰尔·“AJ”·杰夫柯克（Alistair "AJ" Jeffcock）
- 斯蒂芬妮·诺格拉斯（英语：Stephanie Nogueras） 饰 阿玛亚·德索托（Amaya DeSoto）
- 萨维拉·温迪亚尼（Savira Windyani）饰 莱克斯·普特里（Lexx Putri）
- 亚历克斯·曼苏尔（Alexa Mansour）饰 埃里卡·邓恩（Erica Dunne）
- 切尔西·奥尔登（英语：Chelsea Alden） 饰 凯莉（Kelly）
- 布莱恩·阿德里安（Bryan Adrian）饰 杰克（Jack）
- 道格拉斯·泰特（英语：Douglas Tait (actor)） 饰 卡戎4号（Charon IV）
- 罗伯·威尔士（Rob Welsh）饰 卡戎5号（Charon V）
- 凯拉·贝尔特兰（Kiara Beltran） 饰 卡戎6号（Charon VI）

## 制作
2015年4月，《解除好友》发行月，消息指环球影业已为续集开绿灯，作品暂定名《解除好友2》，尼尔森·格里夫斯（Nelson Greaves）担任编剧，傑森·布倫和提默·貝克曼比托夫制作，上映日期定于2016年春季。
2017年10月3日，报道指《不死咒怨》和《德州電鋸殺人狂3D》编剧斯蒂芬·苏斯科接任编剧和导演。2016年底，苏斯科秘密拍摄该影片，需时一周，暂定名《解除好友：游戏之夜》（Unfriended: Game Night）。
2018年3月的西南偏南电影节上，布倫屋製片公司正式透露续集定名《解除好友：暗网》，由环球影业旗下的OTL发行公司与布伦屋制片公司旗下BH Tilt发行。

## 发行
《解除好友2：暗网》于2018年7月20日在美国上映。影片于2018年3月西南偏南电影节意外首映，随后于4月在鸟瞰电影节放了结局完全不同的版本。2018年7月，消息指影片院线版有两个不同的结局，随机播放，类似于同样设多重结局的1985年电影《線索》。
然而，导演澄清结局只有一个，但有传闻指几番试映过后影片被重新剪辑。尽管如此，多位剧院放映员确认收到影片的两个版本，每个版本的结局不同。他们会等待进一步指示，按规定在影片的特定时间线选择播放结局。

## 评价

### 票房
在美国和加拿大，影片与《媽媽咪呀！回來了》和《私刑教育2》同期上映。上映首周末在1543家电影院放映，票房预估600到800万美元。然而，首日票房仅为140万美元后（含周四晚点映场35万美元），预期票房下降至300万美元。影片首日票房350万美元，位列票房榜第九位。截至下线日，影片全球票房达1510万美元，其中国内票房880万，这比第一部电影上映首周末的票房还要少1500万美元。

### 专业评价
根据汇总媒体烂番茄，影片评论116条，平均得分5.73/10，新鲜度59%。网站共识写道：“《解除好友：暗网》的惊悚元素比对时髦话题的探索更能引起人们的兴趣，但恐怖片粉丝可能仍觉得续集很稳妥，毫无疑问是很有成效的。”Metacritic评论25条，平均得分53/100，表示“褒贬不一或口碑平平”。影院评分观众投票得分为“C”级（评分等级为A+至F），与第一部打平，同时PostTrak观众评分为59%的“较低”正面评价。
在《名利场》的正面评价中，K·奥斯汀·科林斯（K. Austin Collins）表示影片“似乎没有什么话题或相关性”，“令观众愉悦怀疑之余，身体发颤”。《独立报》的杰弗里·麦克纳布（Geoffrey Macnab）表示，《解除好友：暗网》“可能是一部剥削电影，但制作非常巧妙，采用非常原始的叙事风格，完全体现年轻主角们被屏幕占据的生活及业余爱好”。
RogerEbert.com的尼克·艾伦（Nick Allen）给出负面评价，指“好奇心杀死了愚蠢的恐怖主角，正如我们在之前的影片中看到的死亡陷阱式结构所说的那样，但《解除好友：暗网》将这种自负不断拉长，直到破裂，而这一切只在15分钟内发生”。他认为“这些愚蠢的角色就像是不错的肉汁奶酪薯条肉汁，电影更是如此”。

## 潜在续集
斯蒂芬·苏斯科表达了制作第三部作品的兴趣，表示已经会拓展《解除好友：暗网》中呈现的提默·贝克曼比托夫“荧屏生活”元素。他表示，第三部电影可能已经拍好，重要的是人们有充足的时间观看这部电影，而且带着疑问离开。尽管苏斯科对第三部电影不可置否，但还是解释了“荧屏生活”流派的细节，指这类影片完全在计算机屏幕展开，由《解除好友》的制片人提默·贝克曼比托夫策划。